# 大阪信愛学院大学
大阪信愛学院大学（おおさかしんあいがくいんだいがく、英語: Osaka Shin-Ai Gakuin University）は、大阪府大阪市城東区に本部を置く私立大学である。2022年に設置された。

## 概観

### 大学全体
- 大阪信愛学院大学は、学校法人大阪信愛女学院により運営されている日本の私立大学である。キャンパスは大阪府大阪市城東区及び鶴見区にある。カトリックのショファイユの幼きイエズス修道会により1884年に創立された信愛女学校が起源となっており、以来その創設者のシスター・マリー・ジュスティヌの教えに基づいた教育が行われている。

### 建学の精神
- キリストに信頼し、愛の実践に生きる

### 教育理念
- 信と愛

### 教育方針
信愛教育5つの柱
- キリストの教えに根ざした教育
- 一人ひとりを大切にする教育
- 能力の開発を目指す教育
- 自己形成を促す教育
- 社会貢献への態度を形成する教育

## 沿革
- 1859年 学院の設立母体となるショファイユの幼きイエズス修道会がフランスでレーヌ・アンティエ（英語版）により創立
- 1877年 ベルナール・プティジャン司教の招聘によってショファイユの幼きイエズス修道会の4名の修道女が来日
- 1884年 川口居留地（現：大阪市西区川口町）にて信愛女学校が開設　創設者:マリー・ジュスティヌ
- 1908年 大阪信愛高等女学校が開校
- 1932年 大阪信愛高等女学校が旭区千林町（現在の城東区古市）に移転
- 1948年 学制改革にともない大阪信愛女学院高等学校を設置
- 1956年 大阪信愛女学院幼稚園教員養成所が開設
- 1959年 大阪信愛女子短期大学が開学し、保育科を開設
- 1961年 短期大学に家政科を増設し、大阪信愛女学院短期大学に名称変更
- 1970年 短期大学の保育科を初等教育学科に、家政科を家政学科にそれぞれ名称変更
- 1988年 短期大学の家政学科を生活文化学科に名称変更
- 2001年 短期大学の生活文化学科を人間環境学科に名称変更
- 2009年 短期大学の人間環境学科に替えて、看護学科を設置
- 2012年 短期大学の初等教育学科を子ども教育学科に名称変更
- 2018年 大阪信愛女学院短期大学が大阪信愛学院短期大学に名称変更
- 2021年 大阪信愛学院大学の2022年4月開学の決定により、大阪信愛学院短期大学は令和4年度の学生募集を停止
- 2022年（令和4年）4月 大阪信愛学院大学（看護学部・教育学部）が男女共学で開学

## 基礎データ

### 所在地
本館／大学1号館（城東学舎）
〒536-8585 大阪市城東区古市2-7-30
大学2号館（鶴見学舎）
〒538-0053 大阪市鶴見区鶴見6-2-28

### 交通アクセス
本館／大学1号館（城東学舎）
- 交通アクセス（鉄道・地下鉄）：Osaka Metro今里筋線新森古市駅（最寄り駅・徒歩約5分）・京阪本線関目駅（徒歩約15分）・Osaka Metro長堀鶴見緑地線今福鶴見駅（徒歩約15分）・JRおおさか東線JR野江駅
- 交通アクセス（バス）：近鉄「布施」駅より86系統に乗車し「緑1丁目中」停留所下車すぐ・阪急京都線「上新庄」駅より86系統に乗車し「緑1丁目中」停留所下車すぐ

大学2号館（鶴見学舎）
- 交通アクセス（鉄道・地下鉄）：Osaka Metro長堀鶴見緑地線今福鶴見駅（最寄り駅・徒歩約10分）・Osaka Metro今里筋線新森古市駅（最寄り駅・徒歩約10分）・京阪本線関目駅（徒歩約20分）・JRおおさか東線JR野江駅
- 交通アクセス（バス）：近鉄「布施」駅より86系統に乗車し「鶴見6丁目」停留所下車すぐ・阪急京都線「上新庄」駅より86系統に乗車し「鶴見6丁目」停留所下車すぐ

## 教育および研究

### 組織

#### 学部

##### 教育学部教育学科
取得できる資格：小学校教諭一種免許状、幼稚園教諭一種免許状、保育士資格、児童厚生員任用資格、社会福祉主事任用資格、児童指導員任用資格、幼稚園・保育園のためのレトミック指導資格2級、ピアヘルパー、こども音楽療法士

##### 看護学部看護学科
取得できる資格：看護師国家試験受験資格、養護教諭一種免許状

#### 施設

##### 大阪信愛学院図書館
- 絵本・紙芝居・児童書・一般小説類・キリスト教図書・専門書・CD・ビデオ・DVD等を含めて、所蔵資料はおよそ20万冊。

##### しんあい教育研究ケアセンター
- 地域で活躍する看護師や教員などの専門職者を対象にした「リカレント教育」、地域の諸問題や課題の解決を図る「地域研究」なども行い、地域社会と共に発展する「地域貢献」の拠点として設置された。学生は地域に密接に関わりながら学ぶ。

##### キャリア支援センター
- 学生の学修や生活支援、資格取得支援、就職支援を大きな柱として必要な情報提供、指導・相談、支援プログラムを実施している。

## 学生生活

### 奨学金
日本学生支援機構の奨学金以外に、学院または大学独自の奨学金制度を設けている。
併設・姉妹校特別奨学金
- 併設高等学校に在籍し、又は姉妹校（和歌山信愛・久留米信愛・熊本信愛）からの受験者であって、併設校（姉妹校）特別選抜で入学を認められた者に入学金相当額を給付する

カトリック連携校特別奨学金
- 本学のカトリック連携校に在籍し、指定校制推薦選抜で入学を認められた者に給付する

一般選抜特待生奨学金（信愛大学かがやき奨学金）
- 一般選抜前期日程を受験し、各学部、合格者の上位20%以内の入試成績を修め、入学した者に入学金相当額および授業料半期相当額を給付する

遠隔地修学家賃補助奨学金
- 公共交通機関で自宅の最寄り駅から始発を利用しても、本学第1時限（8:50）に間に合わない地域に住居（自宅）があり、提携不動産会社が斡旋する物件に下宿する者に家賃の1/3相当額（上限は月額20,000円）を給付する

姉妹関係奨学金（姉妹兄弟同時入学奨学金）
- 学校法人大阪信愛女学院設置の学校のいずれかに、 同時に2名以上の姉妹兄弟が入学する者に入学金の2分の1に相当する額を給付する

社会人入学生特別奨学金
- 社会人特別選抜を受験した者で、入学を認められた者に入学金相当額を給付する

在学時成績優秀者奨学金（レーヌ・アンティエ奨学金）
- 入学後の学業成績および生活態度を総合的に評価して奨学金を給付する

育英奨学金（100周年記念奨学金）
入学後の家計の急変により、学費の支弁が困難な者に給付または貸与する
「安悦子・安在祐」奨学金
- 経済的事由により修学が困難が認められる人に授業料年間相当額以内を給付する

大阪信愛125周年記念奨学金
- 経済的事由により修学が困難が認められる人に授業料半期相当額を給付する

幼きイエズス修道会・アンティエ奨学金
- カトリック信徒で学資の負担が困難な者に給付する